# آن سونگ گیون
آن سونگ گیون (کره‌ای: 안승균؛ زادهٔ ۱۸ ژانویه ۱۹۹۴) بازیگر اهل کره جنوبی است. او به خاطر ایفای نقش در مجموعه‌های تلویزیونی هنوز ۱۷، شهادت دروغ سلیمان و داستان پری شناخته می‌شود.